# Affaire André Fort et Pierre de Castelet
L'affaire André Fort et Pierre de Castelet concerne l'évêque du diocèse d'Orléans, André Fort, condamné en novembre 2018 à huit mois de prison avec sursis, pour ne pas avoir signalé à la justice les abus sexuels de l'abbé Pierre de Castelet, lui-même condamné  lors du même procès à trois ans d'emprisonnement, dont deux ferme, pour des agressions sexuelles sur mineurs. 
André Fort est le second évêque français à être condamné pour non-dénonciation d'abus sexuels sur mineurs après, en 2001, Pierre Pican, évêque du diocèse de Bayeux et Lisieux.

## Historique
En juillet 1993, le diocèse d'Orléans est informé de possibles agressions sexuelles commises par l'abbé Pierre de Castelet lors d'un camp de vacances dans les Pyrénées. Les évêques successifs du diocèse, René-Lucien Picandet, Gérard Daucourt et André Fort, maintiennent le prêtre dans ses fonctions,. Lors de son procès en 2018, Pierre de Castelet confirme que sa « hiérarchie savait ».
En 2008, Olivier Savignac dénonce, dans un courrier adressé au diocèse d'Orléans, des attouchements sexuels subis en 1993 – alors qu'il avait 13 ans, – de la part de Pierre de Castelet. Ces agressions se sont déroulées lors d'un camp dans le sud-ouest de la France du Mouvement eucharistique des jeunes où l'abbé est alors aumônier.
Sans réponse à son courrier, Olivier Savignac décide en septembre 2010 de rencontrer André Fort, évêque d'Orléans qui s'engage à agir sur le dossier et accède à sa demande d'une expertise psychiatrique du prêtre. Mais un an plus tard, Olivier Savignac découvre que Pierre de Castelet est toujours en fonction auprès de mineurs, notamment chez les Scouts d'Europe : « Il m'avait promis de prendre des mesures mais je me suis aperçu en cherchant sur internet qu'il était toujours au contact d’enfants et même qu’il donnait des conférences sur la pédophilie dans l'Église »,,.
Olivier Savignac se rend à nouveau à l'évêché d'Orléans pour exiger que le prêtre soit dénoncé à la justice. Jacques Blaquart, nouvellement nommé à la tête du diocèse, le reçoit et transmet sa plainte au procureur. Une enquête préliminaire est ouverte et Pierre de Castelet est mis en examen en 2012,. 
André Fort est également mis en examen en juin 2017 pour ne pas avoir dénoncé les abus sexuels du prêtre alors qu'il en avait eu connaissance en 2010 par trois victimes de Pierre de Castelet,. 
L'instruction va durer pratiquement sept ans. L'avocat Edmond-Claude Fréty, conseil des parties civiles, considère « que l'instruction a été lente et compliquée car elle mettait en cause la hiérarchie du prêtre »[source secondaire souhaitée].  
Le 30 octobre 2018, Pierre de Castelet et André Fort sont jugés conjointement par le tribunal correctionnel d’Orléans. Toutefois, invoquant un problème de santé, l'évêque, âgé de 83 ans, ne se présente pas à l'audience. Le procureur de la République commente ainsi : « J'aurais pu envoyer le médecin légiste pour vérifier la maladie. Je le faisais avec les mafieux corses. Je ne me voyais pas le faire avec un évêque ». Il requiert pour André Fort un an de prison ferme avec mandat d'arrêt.
Le 22 novembre 2018, André Fort est condamné à huit mois de prison avec sursis pour non-dénonciation d’abus sexuels sur mineurs, et Pierre de Castelet est condamné à trois années d'emprisonnement dont deux ferme.
En 2021, après avoir reconnu les agressions devant un juge canonique, Pierre de Castelet renonce de lui-même à l'état clérical, de même qu'un autre prêtre coupable de viols et d'agressions sexuelles, Olivier de Scitivaux. Sa décision est acceptée par la Congrégation pour la doctrine de la foi.

## Affaire collatérale
Alors qu'André Fort est évêque du diocèse de Perpignan-Elne, il est informé en juillet 1997 des agressions sexuelles du prêtre Francis Braem. Après s'être contenté de conseiller au prêtre de se dénoncer à la justice, il le déplace dans l'Hérault. Finalement, c'est la famille de l'une des victimes qui porte plainte. Francis Braem est condamné à dix-huit mois de prison avec sursis pour agressions sexuelles sur mineurs. Huit victimes du prêtre se sont fait connaître pour des agressions commises entre 1992 et 1998,.

### Note
1. ↑  André Fort a reçu les signalements de personnes majeures sur des faits dont elles ont été victimes alors qu'elles étaient mineures. À la suite de l'affaire Philippe Barbarin,  la jurisprudence évolue. En effet la non-dénonciation ne s’étend pas à la confidence reçue d’un majeur sur des faits subis alors qu’il était mineur, dès lors que la victime apparaît en mesure de dénoncer elle-même les faits[14]

## À voir